# Tite et Bérénice
Pour les articles homonymes, voir Tite et Bérénice.
Tite et Bérénice  est une comédie héroïque de Pierre Corneille représentée au Théâtre du Palais-Royal le 28 novembre 1670. 
Inspirée de la Rome antique, plus particulièrement de l’histoire d’amour unissant l’empereur Titus  à la reine judéenne Bérénice, cette pièce est contemporaine de la Bérénice de Jean Racine, représentée à l’Hôtel de Bourgogne. La comparaison de ces deux pièces inspirées par le même sujet (Titus est appelé Tite par Corneille, peut-être pour marquer sa différence avec la pièce de Racine) se fit au détriment de celle de Corneille, dont c’est l’une des dernières pièces.

## Personnages
- Tite (Titus) : empereur de Rome, et amant de Bérénice.
- Domitian : frère de Titus, et amant de Domitie.
- Bérénice : reine d’une partie de la Judée.
- Domitie : fille de Corbulon.
- Plautine : confidente de Domitie.
- Flavian : confident de Titus.
- Albin : confident de Domitian.
- Philon : ministre d’état, confident de Bérénice.

## Résumé
Titus avait exilé Bérénice dans le but de calmer le peuple romain qui voyait d’un mauvais œil l’union de l’empereur avec une reine. Il doit maintenant épouser Domitie qui aime d’un amour réciproque Domitian, le frère de Titus. Bérénice revient à Rome en apprenant le mariage prochain de Titus et lui demande d’y renoncer. Domitian, dans un but vengeur, demande à Bérénice de l’épouser, cette dernière refuse et croit que Titus est l’unique responsable d’une telle demande. Elle court voir Titus qui est déjà anéanti et lui accorde toutes ses demandes : il n’épousera pas Domitie. Par contre, Titus la donnera en mariage, à la dernière scène de l’acte V, à son frère. Bérénice s’exilera de Rome à jamais et Titus régnera seul sur Rome. 